# رودا (ناحیه راکوونیک)
رودا (به چکی: Ruda) یک منطقهٔ مسکونی در جمهوری چک است که در ناحیه راکوونیک واقع شده‌است.